# Arthrinium puccinioides
Arthrinium puccinioides är en svampart som beskrevs av Kunze & J.C. Schmidt 1823. Arthrinium puccinioides ingår i släktet Arthrinium och familjen Apiosporaceae.   Inga underarter finns listade i Catalogue of Life.